# Spirobolus fossulifer
Spirobolus fossulifer är en mångfotingart som beskrevs av Pocock 1908. Spirobolus fossulifer ingår i släktet Spirobolus och familjen Spirobolidae. Inga underarter finns listade i Catalogue of Life.